# اتورگرسیو برداری
مدل اتورگرسیو برداری یک مدل آماری است که وابستگی خطی میان چند سری زمانی را بیان می‌کند. مدل اتورگرسیو برداری تعمیم مدل اتورگرسیو است برای مدلسازی وابستگی میان بیش از یک سری زمانی. در مدل اتورگرسیو برداری، آیندهٔ یک سری‌زمانی با استفاده از گذشتهٔ خود و دیگر سری‌ها در چندین تاخیر زمانی تخمین زده‌می‌شود.
به بیان ریاضی، اگر فرض کنیم {\displaystyle x_{i}(t)\in \mathbb {R} } مقدار iامین سری زمانی  را در زمان t نشان می‌دهد و نماد برجستهٔ {\displaystyle \mathbf {x} (t)\in \mathbb {R} ^{d\times 1}} مقدار همهٔ سری‌های زمانی را در زمان t نشان می‌دهد، مدل اتورگرسیو برداری وابستگی بین مقادیر {\displaystyle \mathbf {x} (t)} را به صورت زیر مدل می‌کند:
{\displaystyle \mathbf {x} (t)=\sum _{\ell =1}^{L}A^{(\ell )}\mathbf {x} (t-\ell )+{\boldsymbol {\varepsilon }}(t)}
که در آن ماتریس‌های {\displaystyle A^{(\ell )}\in \mathbb {R} ^{d\times d}} وابستگی خطی را در تاخیر زمانی d مدل می‌کنند و {\displaystyle {\boldsymbol {\varepsilon }}(t)} نویز سفید گاوسی است.
تحلیل ساختاری مدل اتورگرسیو برداری به علیت به بیان گرانجر تعبیر می‌شود.